# Kerk van Ochtelbur
De Kerk van Ochtelbur (Ochtelburer Kirche) is een lutherse kerk in de Oost-Friese gemeente Ihlow (Nedersaksen).

## Geschiedenis
Of er aan de kerk een oudere kerk voorafging is tot heden niet duidelijk. In de tweede helft van de 13e eeuw werd de huidige kerk gebouwd. Van het oorspronkelijke bouwwerk is in de loop der eeuwen na vele verbouwingen en renovaties weinig meer overgebleven. Bewaard bleven evenwel de resten van oude rondboogramen met spitshoekige profileringen. In de 18e eeuw werd de kerk zo bouwvallig, dat in 1742 de oostelijke muur opnieuw moest worden opgemetseld. Bij deze gelegenheid werd het kerkgebouw aan de oostelijk kant verkort. De noordelijke muur werd in 1861 vernieuwd.

## Beschrijving
De kerk van Ochtelbur betreft een rechthoekige zaalkerk, die in romaanse stijl van baksteen werd gebouwd. Het interieur wordt met een houten tongewelf overspannen.

## Interieur

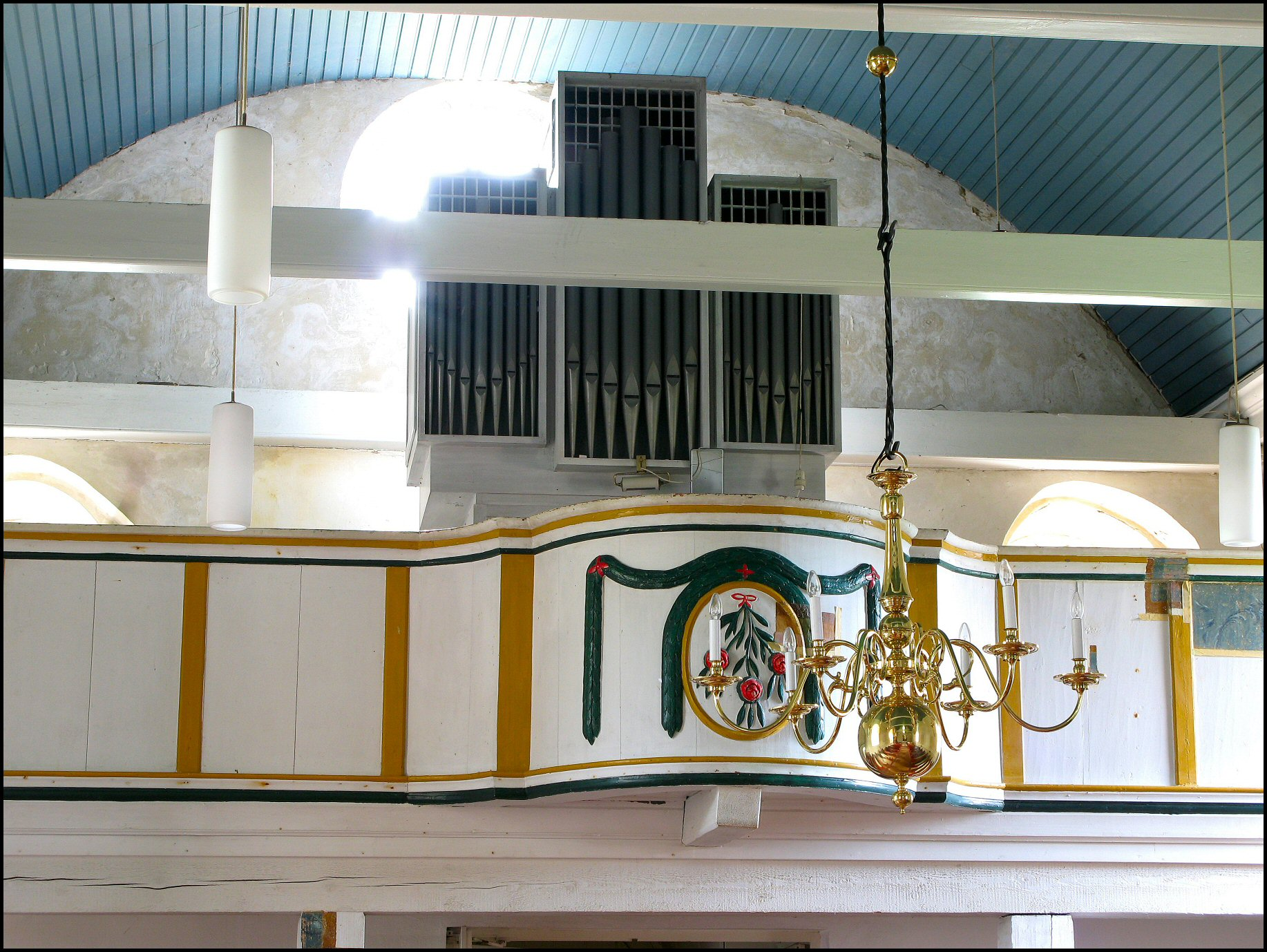
Orgel

Het oudste voorwerp in de kerk vormt het zandstenen doopvont uit circa 1200. Het bekken rust op vier leeuwen en wordt met een touwprofiel en rankenfries versierd.
De kanselkuip met gedraaide zuilen en de vier evangelisten werd in 1678 gebouwd. Op grond van grote overeenkomsten met ander werk wordt de mogelijkheid niet uitgesloten dat de kansel afkomstig is uit het atelier van Hinrich Cröpelin uit Esens.
De westelijke galerij stamt uit circa 1800.
Het kerkorgel werd in 1972 door Alfred Führer uit Wilhelmshaven gebouwd.